# 克拉克·葛利菲斯
克拉克·卡爾文·葛利菲斯（英語：Clark Calvin Griffith，1869年11月20日—1955年10月27日），綽號「老狐狸」，為前美國職棒大聯盟的投手、總教練與球隊老闆，生涯曾效力於布朗(今紅雀)、波士頓紅人、小馬/孤兒(今小熊)、白襪、高地人(今洋基)、紅人與參議員(今雙城)等隊。
1907年，葛利菲斯第一次卸下球員身分，並於隔年擔任高地人總教練。1909年，他又以球員兼總教練身分加入紅人。1911年，他第二次退休，不過隔年又以球員兼總教練的身分加盟雙城。1914年球季結束後，葛利菲斯第三次退休，並執教到1920年球季結束為止。
1920年起，葛利菲斯成為參議員的老闆，並當到1955年去世為止。1946年，他成為入選美國棒球名人堂。

## 生平

### 職業生涯
1891年，葛利菲斯在美國協會拿下14勝，並在1893年加盟芝加哥小馬。大聯盟在這年將投手丘與本壘距離調整為60英尺，這也導致打者數據上修，投手數據下修。

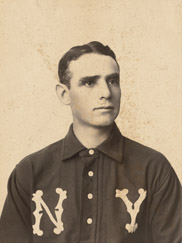
1903年的葛利菲斯

在葛利菲斯加入小馬之前，小馬隊的王牌Bill Hutchinson在前一年投了超過600局，這也讓葛利菲斯開始構想出新的投球方式，想讓自己的職業生涯可以延續更久。後來葛利菲斯修正了曲球的投法，讓他的投球變得比較不費力。
從1894年起，葛利菲斯連續6年都能穩定拿下超過20勝。1898年，他的單季防禦率更是只有1.88。

#### 球員兼教練
在得知好友Ban Johnson打算籌組美國聯盟後，葛利菲斯便決定成為第一批跳槽到美聯的國聯球員。1901年，葛利菲斯成功說服多達39名球員跟美聯簽約，而他本人也成功加入白長襪，並擔任球員兼總教練。他在白長襪首年就拿下20勝，並帶隊拿下83勝53敗，成為聯盟冠軍。
在Johnson的建議下，葛利菲斯在1903年離開白長襪，並加盟高地人。1907年，仍以球員兼總教練身分征戰的葛利菲斯因不堪勞累而導致賽季提前關機，這也讓他從1908年起主要都以總教練身分上場，偶爾客串擔任選手。1908年，高地人開季表現優異，但葛利菲斯卻在季中將陣中強打Jimmy Williams交易到布朗，換取天花板不高的新秀，使他遭受不少批評。
此後葛利菲斯在紅人和參議員執教，並偶爾會以球員身分上場出賽。

#### 從事管理
1920年起，葛利菲斯開始擔任參議員的老闆。1924年，他大膽啟用當時年僅27歲的Bucky Harris擔任球員兼總教練，1933年，他再度讓當時一樣只有27歲的喬·克羅寧擔任總教練。
儘管他相當信任年輕球員，但葛利菲斯並未在農場系統上積極培育新秀。當時參議員隊甚至只有3支小聯盟球隊，這也是為何參議員隊在二戰之後就毫無競爭力的原因。
後來球隊的第二大股東George Richardson去世，其股份被老虎和紅雀的球探John Jachym買下。Jachym曾建議葛利菲斯買下水牛城野牛，來讓參議員的小聯盟球隊變得更多，但葛利菲斯卻無視了Jachym的建議。
之後Jachym將自己的股份賣給了葛利菲斯的好友H. Gabriel Murphy，這也讓葛利菲斯的地位更加穩固。最後葛利菲斯在1955年讓自己的姪子Calvin接任成為新任球隊老闆。

### 晚年
1955年10月，葛利菲斯因為胃消化道出血引發的神經炎而住院治療。儘管他的狀況有一度好轉，不過他還是在不久後去世，享壽85歲。

## 獲獎與榮譽
名人堂票選

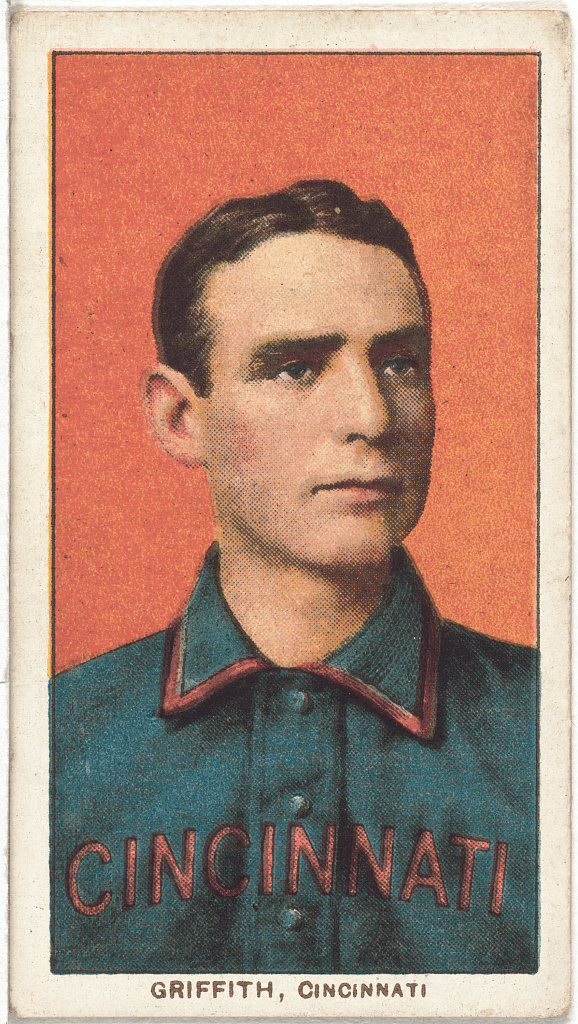
葛利菲斯的棒球卡

1939年，運動作家Bob Considine曾表示對於葛利菲斯未入選名人堂一事深表遺憾。他在1937年僅獲得2%選票，接下來的得票數分別只有3.8%、7.3%。1942年，葛利菲斯在最後一年票選僅獲得30.5%的選票。
1946年，葛利菲斯透過資深選手委員會推薦入選名人堂。不過葛利菲斯因為年事已高，不克出席名人堂入選典禮。

## 評價
入選名人堂的前聯盟主席Will Harridge當時曾表示葛利菲斯是棒球界的重要人物之一。葛利菲斯雖然一生膝下無子，但是他領養了不少親戚。他的姪子Calvin就是被葛利菲斯領養的其中一個孩子，他也在之後接手了球隊老闆的職務，並一直當到1984年為止。葛利菲斯的另一個外甥Sherry Robertson則是一名大聯盟選手，他在1940年代到1950年代初效力於費城運動家。

## 生涯成績

### 投手成績
| 勝投 | 敗投 | 防禦率 | 出賽場次 | 先發 | 完投 | 完封 | 投球局數  | 安打  | 失分  | 自責分 | 全壘打 | 保送 | 三振 | 暴投 | 觸身球 |
| ---- | ---- | ------ | -------- | ---- | ---- | ---- | --------- | ----- | ----- | ------ | ------ | ---- | ---- | ---- | ------ |
| 237  | 146  | 3.31   | 453      | 372  | 337  | 22   | 3,385+2⁄3 | 3,670 | 1,852 | 1,246  | 76     | 774  | 955  | 66   | 171    |

### 執教時期
| 球隊   | 年度   | 例行賽 | 例行賽 | 例行賽 | 例行賽 | 例行賽  | 季後賽 | 季後賽 | 季後賽 | 季後賽   |
| 球隊   | 年度   | 場次   | 勝     | 敗     | 勝率   | 排名    | 勝     | 敗     | 勝率   | 結果     |
| ------ | ------ | ------ | ------ | ------ | ------ | ------- | ------ | ------ | ------ | -------- |
| 白襪   | 1901年 | 136    | 83     | 53     | .610   | 美聯第1 | –      | –      | –      | 無季後賽 |
| 白襪   | 1902年 | 134    | 74     | 60     | .552   | 美聯第4 | –      | –      | –      | –        |
| 合計   | 合計   | 270    | 157    | 113    | .581   |         | 0      | 0      | –      |          |
| 高地人 | 1903年 | 134    | 72     | 62     | .537   | 美聯第4 | –      | –      | –      | –        |
| 高地人 | 1904年 | 151    | 92     | 59     | .609   | 美聯第2 | –      | –      | –      | –        |
| 高地人 | 1905年 | 149    | 71     | 78     | .477   | 美聯第6 | –      | –      | –      | –        |
| 高地人 | 1906年 | 151    | 90     | 61     | .596   | 美聯第2 | –      | –      | –      | –        |
| 高地人 | 1907年 | 148    | 70     | 78     | .473   | 美聯第5 | –      | –      | –      | –        |
| 高地人 | 1908年 | 56     | 24     | 32     | .429   | 被解雇  | –      | –      | –      | –        |
| 合計   | 合計   | 789    | 419    | 370    | .531   |         | 0      | 0      | –      |          |
| 紅人   | 1909年 | 153    | 77     | 76     | .503   | 國聯第4 | –      | –      | –      | –        |
| 紅人   | 1910年 | 154    | 75     | 79     | .487   | 國聯第5 | –      | –      | –      | –        |
| 紅人   | 1911年 | 153    | 70     | 83     | .458   | 國聯第6 | –      | –      | –      | –        |
| 合計   | 合計   | 470    | 222    | 238    | .483   |         | 0      | 0      | –      |          |
| 參議員 | 1912年 | 152    | 91     | 61     | .599   | 美聯第2 | –      | –      | –      | –        |
| 參議員 | 1913年 | 154    | 90     | 64     | .584   | 美聯第2 | –      | –      | –      | –        |
| 參議員 | 1914年 | 154    | 81     | 73     | .526   | 美聯第3 | –      | –      | –      | –        |
| 參議員 | 1915年 | 153    | 85     | 68     | .556   | 美聯第4 | –      | –      | –      | –        |
| 參議員 | 1916年 | 153    | 76     | 77     | .497   | 美聯第7 | –      | –      | –      | –        |
| 參議員 | 1917年 | 153    | 74     | 79     | .484   | 美聯第5 | –      | –      | –      | –        |
| 參議員 | 1918年 | 128    | 72     | 56     | .563   | 美聯第3 | –      | –      | –      | –        |
| 參議員 | 1919年 | 140    | 56     | 84     | .400   | 美聯第7 | –      | –      | –      | –        |
| 參議員 | 1920年 | 152    | 68     | 84     | .447   | 美聯第6 | –      | –      | –      | –        |
| 合計   | 合計   | 1,339  | 693    | 646    | .518   |         | 0      | 0      | –      |          |
| 總計   | 總計   | 2,858  | 1,491  | 1,367  | .522   |         | 0      | 0      | –      |          |

## 參看
- 美國職棒大聯盟勝投排行榜
- 美國職棒大聯盟防禦率王

## 外部連結
- 球員資訊和成績在MLB，ESPN，Retrosheet ，Baseball Reference ，Baseball Reference (Minors) ，Fangraphs，The Baseball Cube （英文）